# GJB7
GJB7‏ (Gap junction protein beta 7) هوَ بروتين يُشَفر بواسطة جين GJB7 في الإنسان.